# The Mangler - La macchina infernale
The Mangler - La macchina infernale (The Mangler) è un film del 1995 diretto da Tobe Hooper, con Ted Levine e Robert Englund, e tratto dal racconto Il compressore di Stephen King.
Esistono 2 sequel: The Mangler 2, del 2002 e The Mangler Reborn - Il massacro continua, del 2005.

## Trama
Presso Rikers Valley, cittadina immaginaria del Maine, c'è una lavanderia industriale risalente ai primi anni del XX secolo, la Gartley's Blue Ribbon Laundry, gestita dall'austero imprenditore Bill Gartley. Un giorno, quando Sherry Ouelette, nipote di Garley e operaia presso lo stabile, cerca di girare una leva di un vecchio mangano, si taglia accidentalmente il palmo della mano, e contemporaneamente due fattorini che trasportano una ghiacciaia urtano la grossa macchina, generando una scossa elettrica tra i due macchinari. Alcune ore dopo Adelle Frawley, un'operaia anziana, perde alcune delle sue pillole nel nastro trasportatore del mangano, e nel tentativo di recuperarle il suo braccio viene risucchiata dal nastro, rimanendo intrappolata nella bobina. Sherry e una sua collega cercano di liberarla, ma la donna viene trascinata nel meccanismo del mangano morendo stritolata.
Sul luogo dell'incidente viene avviata un'indagine e il detective incaricato John Hunton, particolarmente turbato alla vista del corpo della signora Frawley, attribuisce l'accaduto a un malfunzionamento del macchinario. Il giorno seguente però viene effettuato un esame sull'efficacia del sistema di sicurezza del mangano, che viene dichiarato funzionante e a norma, e la vicenda si chiude frettolosamente come un caso di "morte accidentale". Sulle prime John passa oltre, ma alcuni giorni dopo nella lavanderia un condotto del vapore si rompe, ustionando gravemente tre operaie, e John si reca all'ospedale della città, per raccogliere le loro testimonianze. Una di loro, Annette, spiega alcuni dettagli dell'incidente della sua collega e fa una singolare dichiarazione: secondo la ragazza il mangano cercherebbe di uccidere intenzionalmente le persone. Verso la sera John, che cena insieme a suo cognato Mark, gli racconta gli strani sviluppi delle indagini. Mark, studioso di arti magiche, ipotizza che il mangano sia posseduto da un demone, ma John liquida subito la sua teoria in quanto assurda.
Tuttavia, una sera un bambino viene soffocato dalla stessa ghiacciaia proveniente dalla lavanderia. John esamina l'elettrodomestico, e quando Mark, che si è unito a John, cerca di liberare una colomba rinchiusa in essa, la ghiacciaia afferra il suo braccio, cercando di trascinarlo al suo interno. John libera suo cognato e si accorge che sulla ghiacciaia c'è un'impronta di sangue, lo stesso che aveva unto il mangano dopo l'infortunio di Sherry, e convintosi della bontà della supposizione di Mark, prende un grosso martello e distrugge la ghiacciaia, dalla quale esce uno spirito che svanisce poco dopo. John decide allora far cessare in tutti i modi l'utilizzo del mangano, ma Bill Gartley si oppone fermamente, minacciando l'uomo di farlo sospendere dalle autorità e dalla corte, corrotte dall'imprenditore. Non avendo altra scelta John e Mark decidono trovare un modo per fermare il macchinario.
Quella stessa sera anche l'addetto alla sicurezza cerca di convincere Bill a disfarsi del macchinario, ma invano. Poco dopo, Bill rivela alla sua dipendente e amante, Lin Sue, rimasta anch'ella ferita dal macchinario, un inquietante particolare sul suo passato: molti anni prima, onde riuscire a ottenere una vita di potere e opulenza, Bill fece un patto col diavolo, insito nel mangano, che in cambio della sua prosperità chiese un sacrificio umano; Bill sacrificò sua figlia, offrendo anche parti del proprio corpo per legarsi al mangano: pertanto, anche Lin Sue era ora legata all'entità racchiusa in esso. Di lì a poco l'addetto rimane vittima del macchinario, e John e Mark, su consiglio dell'amico fotografo J.J.J., morto per gli esiti di un cancro, si recano al suo studio, dove J.J.J. aveva preparato appositamente per John un album con articoli di giornale narranti l'apparente morte incidentale della figlia di Bill, e le misteriose scomparse di alcune ragazzine, tutte avvenute il giorno del loro sedicesimo compleanno, e tutte figlie degli attuali maggiori esponenti della città. John e Mark si rendono inoltre conto che quella stessa notte Sherry compie sedici anni, e si precipitano da lei, che però viene catturata dallo zio e l'amante, che intendono immolarla per saldare definitivamente il loro debito con il Diavolo.
John e Mark fermano il rituale sacrificale e gettano Bill e Lin Sue nel mangano, poi iniziano a esorcizzare il macchinario e l'operazione sembra riuscire, ma i due commettono un errore nel rituale e il mangano si anima di vita propria diventando un mostro di ferro e lanciandosi all'inseguimento del trio. Mark muore cercando di scacciare il demone senza successo, John porta con sé Sherry, che per un breve istante cerca di lasciarsi prendere dal mangano così che esso si plachi, e viene afferrata dal macchinario: John la strappa via in tempo, scendono una lunga scalinata e giungono nella fogna dove il mangano, inspiegabilmente, si ferma. Un mese dopo, la nipote di Bill, che ha ereditato l'azienda di famiglia, è ora direttrice della stessa lavanderia. John, venuto a portarle dei fiori, fa un'amara scoperta: alla ragazza, che ora mostra lo stesso comportamento tirannico dello zio, manca un dito. John capisce così che il mangano si era fermato perché aveva stretto un patto con Sherry nel momento in cui le aveva reciso il dito. Il poliziotto, amareggiato, getta i fiori e lascia la città.

## Differenze tra il racconto breve e il film
- Nel racconto il personaggio di Bill Gartley viene vagamente menzionato, mentre nel film è il principale antagonista.
- Anche il ruolo di Sherry viene esteso nel film rispetto al racconto.
- Il personaggio di Martin, tra i secondari nel racconto, non appare nel film.
- L'infortunio di Sherry e la morte del bambino per mano della ghiacciaia viene menzionata nel libro,  mentre nel film le due vicende acquisiscono maggiore rilievo.
- John Hunton è un semplice poliziotto nel racconto, mentre nel film è un detective.
- John aveva una moglie e una figlia, ma nel film viene menzionata solo la moglie.
- Il finale del racconto è totalmente diverso da quello del film: dopo il fallimento dell'esorcismo e l'uccisione di Mark, John rimane traumatizzato a tal punto che i suoi capelli imbiancano. Si reca alla casa di Martin, il personaggio che non appare nel film, e supplica il suo aiuto. Martin cerca di chiamare soccorsi, ma i due vengono raggiunti dal mangano, e le loro sorti sono sconosciute.

## Curiosità
- Sebbene il film abbia ottenuto buoni incassi, ricevette molte recensioni negative dalla critica.
- Gli attori principali del film, Robert Englund e Ted Levine, hanno interpretato i celebri ruoli di Freddy Krueger, della saga "Nightmare", e Buffalo Bill, il serial killer ne Il silenzio degli innocenti.
- Il mangano posseduto è un modello industriale "Hadley Watson Model-6 Steam Ironer & Folder".